# Wilma Jeuken
Wilma Henriëtte Johanna Jeuken, conocida por su nombre de casada Wilma Willink (Ámsterdam, 29 de abril de 1905-ibidem, 25 de abril de 1960) fue la segunda esposa del pintor neerlandés Carel Willink. Estuvo casada con Willink desde el 20 de septiembre de 1933 hasta la muerte de Wilma en 1960 de una hemorragia cerebral.
Carel Willink hizo once retratos pintados de ella, además de dibujos:
- Wilma en profiel (Wilma y perfil), dibujo (1930)[7]
- Wilma met paard (Wilma con caballo) (1930)[4]
- De blauwe Wilma (La Wilma azul) (1931),[4] posa aquí frente al Buitensingel Amsterdam.
- Schilder met zijn vrouw (Pintor con su mujer) (1934).[8] La pareja está de pie en una terraza, en la que también hay una estatua de la antigüedad clásica.[9]
- Wilma met kat (Wilma con gato) (1940).[10] Para su centenario, el Museo de Arnhem copió este retrato como mural en la Utrechtsestraat de Arnhem.
- Portret van Wilma (Retrato de Wilma) (1952).[5] Con cigarro y turbante en la cabeza.[2] Este retrato fue utilizado por Carel Willink en la tarjeta que le envió para agradecerle todas las reacciones después de su muerte. Fue destrozado con un cuchillo de pan en 1975 por la tercera esposa de Willink, Mathilde Willink.[6] Fue restaurado por Willem Kas padre en nombre del marchante de arte A. van der Meer.[5][11]

Un estudio preliminar de uno de los retratos está en posesión del Rijksmuseum Amsterdam, en un cuaderno de bocetos de 29 páginas. Wilma Jeuken también fue modelo para la pintura Venus descansando de 1931.